# Radio de la Femme
Radio de la Femme est une radio communautaire d’informations féministes, dédiée à la femme dans la République démocratique du Congo. Elle émet dans deux villes du pays, à Kinshasa (95.3 FM), à Mbujimayi (98.5 FM), et aux environs,,,.

## Historique
Radio de la femme est créée le 24 octobre 2020 à l’initiative de sa coordinatrice Esther Nkishi et avec le soutien de l’Organisation non gouvernementale (Génération femme) pour permettre aux femmes de s'exprimer. Une première en Afrique centrale, une radio qui parle de la femme et qui fait la promotion de celle-ci,.

### Programme des émissions
- Quartier libre  (La femme appelle et raconte le quotidien de son quartier)
- Au bout du fil  (Pour dénoncer les cas de violence faite aux femmes)
- Développement (Des Femmes intellectuelles entrepreneures parlent de leurs activités)

- Grande Interview.